# Aride (Seychellen)

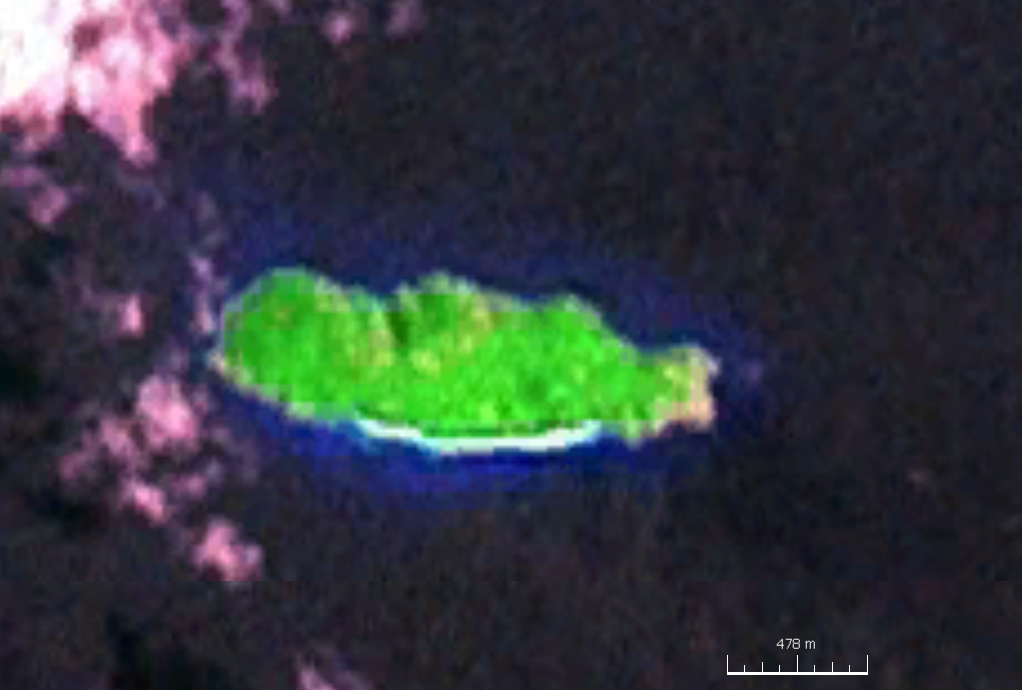
Satellietfoto

Aride is een eiland van de Seychellen. De oppervlakte bedraagt 68 ha en het ligt 10 km ten noorden van Praslin. Het eiland is dicht begroeid en omgeven door de voor de Seychellen zo typerende granietrotsen.
Het eiland is in z'n geheel een natuurreservaat dat beheerd wordt door de Island Conservation Society, een NGO die zich inzet voor het behoud van het natuurschoon van de Seychellen. De enige bewoners zijn dan ook de beheerders van het natuurgebied. Het eiland mag wel door toeristen bezocht worden.
Elk jaar broeden meer dan een miljoen vogels op het eiland. Ook kent Aride het hoogste aantal hagedissen per vierkante meter ter wereld, waaronder gekko's en skinken. Aan de zuidkant is een zandstrand te vinden waar karetschildpadden en soepschildpadden hun eieren leggen.